# Workin’ Overtime
| Професионални рејтинг | Професионални рејтинг |
| Резултати             | Резултати             |
| Извор                 | Рејтинг               |
| --------------------- | --------------------- |
| AllMusic              | [ 2 ]                 |
| Robert Christgau      | C+                    |
| Los Angeles Times     | [ 4 ]                 |

Workin' Overtime је осамнаести студијски албум америчке певачице Дајане Рос, који је објављен 1989. године за издавачку кућу Motown.

## Списак пјесама
1. Workin' Overtime – 4:18
2. Say We Can – 4:21
3. Take The Bitter with the Sweet – 3:57
4. Bottom Line – 4:06
5. This House – 5:37
6. Paradise – 3:54
7. Keep On (Dancin') – 4:33
8. What Can One Person Do – 3:18
9. Goin' Through the Motions – 3:54
10. We Stand Together – 5:09

## Позиције на листама
| Листа (1989)                 | Највиша позиција |
| ---------------------------- | ---------------- |
| Аустралија (ARIA)            | 85               |
| Холандија (Album Top 100)    | 43               |
| Немачка (Offizielle Top 100) | 64               |
| Шведска (Sverigetopplistan)  | 22               |
| УК албуми (OCC)              | 23               |
| САД (Billboard 200)          | 116              |

## Сертификације и продаја
| Држава                 | Сертификација | Продаја |
| ---------------------- | ------------- | ------- |
| Велика Британија (BPI) | Сребрни       | 60.000  |